# Oghenekaro Etebo
Oghenekaro Peter Etebo (Lagos, 9 november 1995) is een Nigeriaanse voetballer die doorgaans als middenvelder speelt. Etebo debuteerde in 2013 in het Nigeriaans voetbalelftal.

## Carrière
Etebo speelde in eigen land voor achtereenvolgens Lord Honour en Warri Wolves. Nadat zijn contract bij laatstgenoemde club afliep, verhuisde hij in januari transfervrij naar Feirense. Dat was op dat moment actief in de Segunda Liga, maar promoveerde een paar maanden later naar de Primeira Liga. Etebo maakte in zijn tweede competitiewedstrijd voor de club zijn eerste doelpunt in Portugese dienst, de 0–2 tijdens een met 0–5 gewonnen duel uit bij Académico de Viseu. Hij groeide gedurende het seizoen 2016/17 uit tot basisspeler. Nadat hij tijdens de eerste achttien wedstrijden van het seizoen 2017/18 in de Primeira Liga geen minuut miste, verhuurde Feirense hem in januari 2018 voor een halfjaar aan Las Palmas. Etebo tekende in juli 2018 vervolgens een contract tot 2023 bij het in het voorgaande seizoen uit de Premier League gedegradeerde Stoke City. Begin 2020 werd hij een half jaar verhuurd aan Getafe. In de zomer van 2020 volgde een verhuurperiode aan Galatasaray. In juli 2021 nam Watford FC hem op huurbasis over.

## Clubstatistieken
| Seizoen | Club           | Competitie       | Competitie | Competitie | Beker | Beker | Internationaal | Internationaal | Totaal | Totaal |
| Seizoen | Club           | Competitie       | Wed.       | Dlp.       | Wed.  | Dlp.  | Wed.           | Dlp.           | Wed.   | Dlp.   |
| ------- | -------------- | ---------------- | ---------- | ---------- | ----- | ----- | -------------- | -------------- | ------ | ------ |
| 2015/16 | Feirense       | Segunda Liga     | 4          | 1          | 0     | 0     | —              | —              | 4      | 1      |
| 2016/17 | Feirense       | Primeira Liga    | 23         | 2          | 4     | 1     | —              | —              | 27     | 3      |
| 2017/18 | Feirense       | Primeira Liga    | 18         | 4          | 1     | 0     | —              | —              | 19     | 4      |
| 2017/18 | → Las Palmas   | Primera División | 14         | 0          | 0     | 0     | —              | —              | 14     | 0      |
| 2018/19 | Stoke City     | Championship     | 34         | 2          | 3     | 0     | —              | —              | 37     | 2      |
| 2019/20 | Stoke City     | Championship     | 11         | 0          | 3     | 0     | —              | —              | 14     | 0      |
| 2019/20 | → Getafe CF    | Primera División | 10         | 0          | 1     | 0     | —              | —              | 11     | 0      |
| 2020/21 | → Galatasaray  | Süper Lig        | 24         | 0          | 3     | 0     | 2              | 0              | 29     | 0      |
| 2021/22 | → Watford      | Premier League   | 9          | 0          | 1     | 0     | —              | —              | 10     | 0      |
| 2022/23 | → Aris         | Super League     | 25         | 0          | 8     | 0     | —              | —              | 33     | 0      |
| 2024/25 | Gençlerbirliği | TFF 1. Lig       | 0          | 0          | 0     | 0     | —              | —              | 0      | 0      |
| Totaal  | Totaal         | Totaal           | 172        | 9          | 24    | 1     | 2              | 0              | 198    | 10     |

Bijgewerkt t/m 2 augustus 2024.

## Interlandcarrière
Etebo won in 2015 met Nigeria –23 het Afrikaans kampioenschap –23 en werd zelf topscorer van het toernooi. Hij maakte onder meer het enige doelpunt van de wedstrijd in de halve finale tegen Senegal –23 en beide doelpunten in de met 2–1 gewonnen finale tegen Algerije –23. Etebo behoorde in 2016 tot het Nigeriaans olympisch team dat derde werd op de Olympische Spelen. Hij scoorde tijdens dat toernooi vier keer, alle vier tijdens een met 5–4 gewonnen groepswedstrijd tegen Japan. Etebo debuteerde in 2013 in het Nigeriaans voetbalelftal. Hij maakte op 25 maart 2016 zijn eerste doelpunt voor het nationale elftal, de 1–0 tijdens een WK-kwalificatiewedstrijd thuis tegen Egypte (eindstand 1–1). Etebo nam twee jaar later met Nigeria deel aan het WK 2018. Hij speelde alle drie de wedstrijden van zijn team tijdens dat toernooi van begon tot eind.

## Erelijst
| Afrikaans kampioen –23 | 1x | 2015 |

1 Akpeyi ·
2 Idowu ·
3 Echiéjilé ·
4 Omeruo ·
5 Troost-Ekong ·
6 Balogun ·
7 Musa ·
8 Etebo ·
9 Ighalo ·
10 Mikel  ·
11 Moses ·
12 Abdullahi ·
13 Ndidi ·
14 Iheanacho ·
15 Nwankwo ·
16 Ezenwa ·
17 Onazi ·
18 Iwobi ·
19 Ogu ·
20 Awaziem ·
21 Ebuehi ·
22 Obi ·
23 Uzoho ·
Coach: Rohr